# Hadaka matsuri
 (août 2019).
Si vous disposez d'ouvrages ou d'articles de référence ou si vous connaissez des sites web de qualité traitant du thème abordé ici, merci de compléter l'article en donnant les références utiles à sa vérifiabilité et en les liant à la section « Notes et références ».
 (août 2019).
 Hadaka matsuri  (裸祭り, Littéralement « Le festival du nu ») est un festival japonais (matsuri) dans lequel les participants portent peu de vêtements ; habituellement juste un pagne japonais, le fundoshi, parfois un happi, manteau traditionnel court souvent de couleur indigo ou brun. Ils sont très rarement complètement nus. Quel que soit le vêtement, il ne doit pas dépasser la limite de la vulgarité, et les participants doivent toujours porter des sous-vêtements et être habillés devant et dans les sanctuaires.

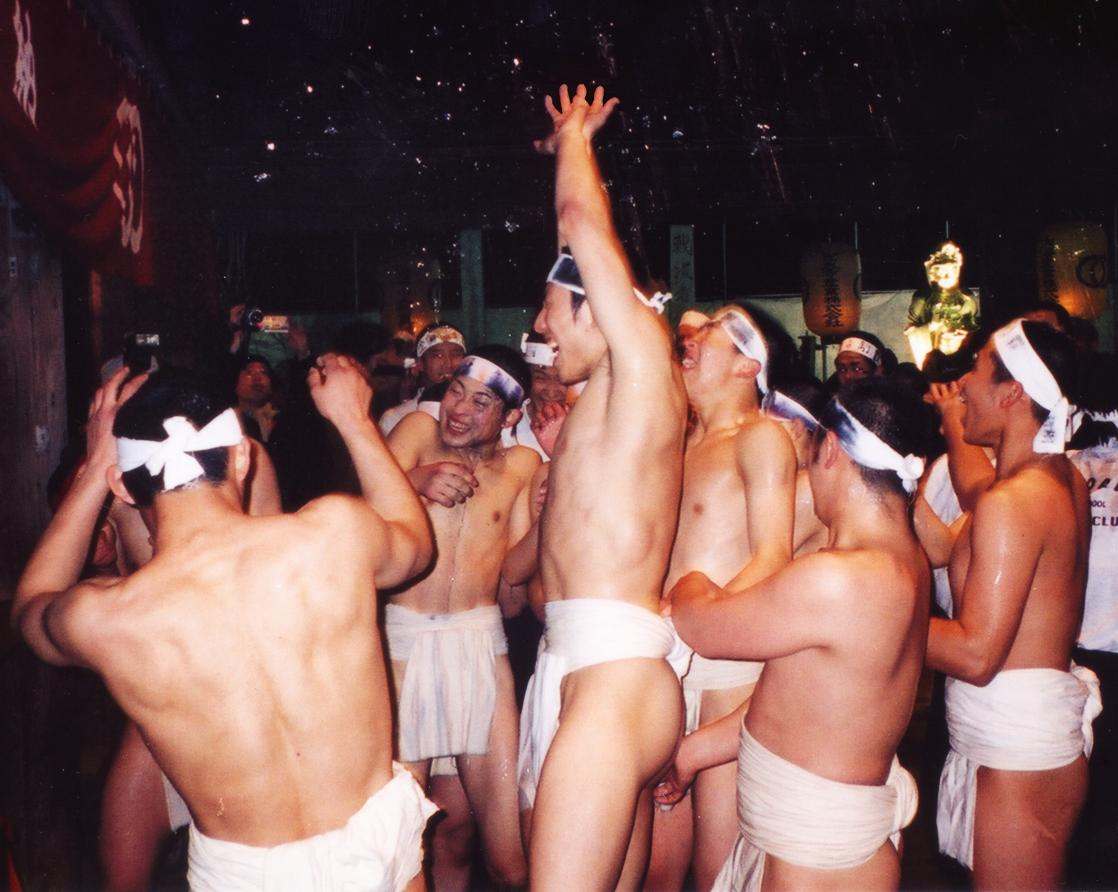
Hadaka matsuri au sanctuaire Saidaiji à Okayama.

Chaque année, le festival se déroule dans plus de 80 lieux à travers le Japon, habituellement en été et parfois en hiver, et ce depuis 1 300 ans.

## Types et participation
Dans les Hadaka matsuri tenus en été, on peut voir les participants porter des mikoshi. Ceux qui ont lieu l'hiver comportent un rituel de purification par l'eau, suivi d'un combat collectif pour un objet saint (tel qu'un bâton, un bijou, etc.) qui symbolise l'événement.
Les participants sont souvent des hommes adultes, qui essaient de cultiver une image virile. Il arrive que de jeunes garçons et filles y participent et, à cette occasion, le festival peut devenir un rite d’initiation ou de passage pour les jeunes participants. Cependant, la plupart des Hadaka matsuri limitent leur participation aux hommes.
Comme d'autres festivals au Japon, le Hadaka matsuri inclut de nombreux divertissements pour les spectateurs, restauration, jeux et taiko. De nombreux touristes font le voyage pour y assister. Durant le festival, un prêtre shinto vient bénir les participants et la foule, et le départ est annoncé au bruit du canon. Ils marchent à la queue leu-leu jusqu'à la mare, avec chacun un bébé dans les bras. Une fois entrés dans la mare, avec une paille prise à l'entrée du temple, ils font des traits de boue sur le visage de l'enfant pour qu'il vive en bonne santé et qu'il grandisse sans problème. Cet acte doit être répété trois fois (le chiffre 3 est de bon augure pour les Japonais(contrairement au chiffre 4)). Enfin, les participants rejoignent le sanctuaire shinto pour se réchauffer avec un feu de bois et un verre de saké. Les hommes se jettent ensuite dans la boue et prient les dieux pour les futures récoltes et pour la bonne croissance des enfants. C'est l'occasion pour les participants de se battre amicalement, certains iront voir la foule pour leur barbouiller le visage de cette boue sacrée et certains oseront le faire aux prêtres. Enfin, ils distribueront des haricots et du riz à la foule.

## Controverses
La nature de ce festival (la nudité) n’est pas un problème au Japon même s'il peut paraître choquant pour le visiteur étranger. En fait, la semi-nudité est un symbole sain et sacré. Cependant, certaines polémiques existent.
La sécurité est une préoccupation du fait de la présence d'une boue glissante.
Un autre problème est lié à la participation de personnes douteuses qui cherchent seulement à gagner de l’argent. Certains festivals ont vu le nombre de yakuzas augmenter dans les rangs des participants, ce qui provoque parfois certains actes de violences dans un festival qui se veut avant tout joyeux.